# 페기 퓨리

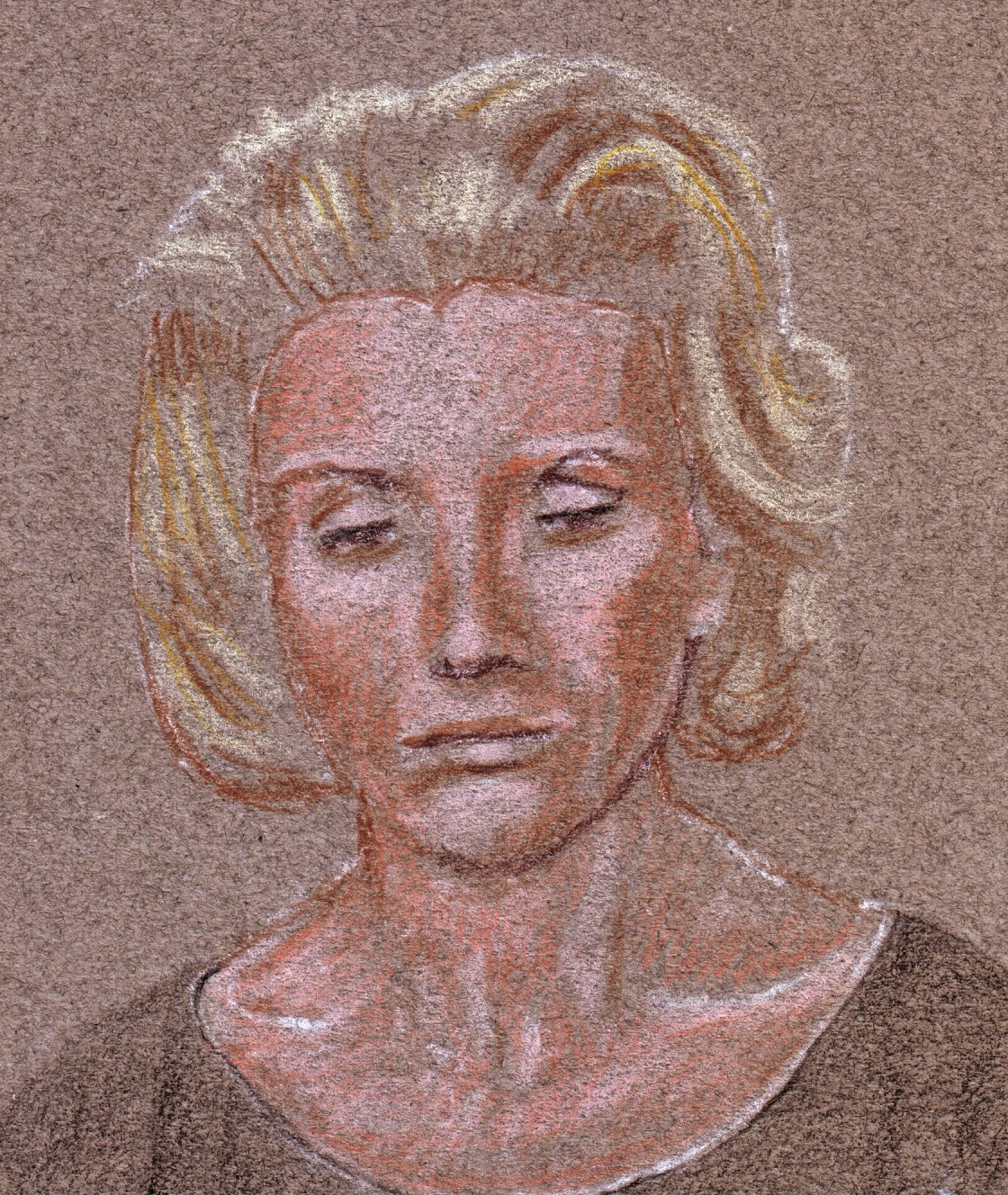

페기 퓨리(Peggy Feury, 1924년 6월 30일 ~ 1985년 11월 20일)는 미국의 배우, 연극 배우, 텔레비전 배우, 영화배우이다.
저지시티에서 태어났으며 웨스트할리우드에서 사망하였다.

## 영화
- 크라임 오브 패션 (1984년)
- 두 영혼의 남자 (1984년)
- 비탄 (1981년)
- 디 오펀 (1979년)
- 라스트 타이쿤 (1976년)
- 내가 사랑한 스파이 (1976년)